# Olga Sjöstedt
Olga Sjöstedt, född Berg den 5 september 1873 i Stockholm, död den 16 juni 1954 i Hjo, var en svensk operasångerska.
Olga Sjöstedt var dotter till Fredrik Gustaf och Anna Maria Berg. Hon utbildade sig till operasångerska och debuterade i en wagneropera på Kungliga Operan i Stockholm.
Hon gifte sig 1903 med grosshandlaren Helmer Sjöstedt i Hjo, som var en ledande affärsman och politiker i staden, varefter hon framträdde mer sporadiskt.